# 月刊カラオケファン
『月刊カラオケファン』（げっかんからおけふぁん）は株式会社ミューズが発行する日本の音楽雑誌､月刊演歌雑誌。

## 概要
1982年創刊。演歌・歌謡曲を中心に人気歌手のインタビューとグラビア、ヒット曲・懐メロの楽譜、アドバイスを掲載。毎月21日発売。
台湾では「日本演歌情報雑誌」のタイトルで中国語版が定期刊行された。
「KFチャンピオンシップ 月例大会」と題し、伊戸のりおらを審査員に迎えて読者の歌唱審査を行っており、公式ホームページでは動画での「WEB版レッスンコーナー」を掲載している。